# Lüdersdorfer Straße 24 (Burg)
Unter der Adresse Lüdersdorfer Straße 24 in der Stadt Burg in Sachsen-Anhalt befindet sich denkmalgeschütztes Wohnhaus. Im örtlichen Denkmalverzeichnis ist das Wohnhaus unter der Erfassungsnummer 107 60011 als Baudenkmal verzeichnet.
Bei dem Gebäude unter der Adresse Lüdersdorfer Straße 24, ehemals Lüdersdorfer Straße 9, westlich der Gaststätte Weißer Bär, handelt es sich um ein gut erhaltenes Wohnhaus aus den frühen Jahren des 20. Jahrhunderts. Der Entwurf und die Umsetzung stammen, wie auch bei anderen Bauwerken dieser Zeit, vom Burger Maurermeister Gustav Ortloff, dem auch das Grundstück gehörte. Das Wohnhaus ist ein zweigeschossiger Ziegelbau, mit einem teilweise ausgebauten Dachgeschoss mit Satteldach. Zierelemente an der Fassade sind verputzte Brüstungsfelder und mit dunklen Ziegelsteinen gemauerten Fensterbögen. Die Fenster der mittleren Fensterreihe sind größer als die flankierenden Fenster. Die Fassadengestaltung und die Fenster sind nahezu unverändert erhalten geblieben. Das Gebäude entstand im Zusammenhang mit der westlichen Ausdehnung der Stadt und steht seit 2017 unter Denkmalschutz.